# 용두항
용두항(龍頭港)은 전라남도 순천시 별량면 구룡리에 있는 어항이다. 2005년 1월 19일 어촌정주어항으로 지정하여 관리하고 있다. 시설관리자는 순천시장이다.

## 어항 연혁
1986년 발간된 승주군 향리지에 용이 바다를 향하여 한가로이 놀고 있는 형국으로 용의 머리 부분에 마을이 형성되어 용두라 했다고 전한다. 바다로 길게 뻗어 나간 땅고개의 모습이 마치 용과 흡사한 모습을 하고 있어 용머리라고 부르며, 용머리를 한자로 표현한 것이 용두(龍頭)다.

## 어항 구역
용두항의 어항구역은 다음과 같다.
- 수역: 선착장 기점에서 NW방향으로 65m이동, 해안선과 접한 지점에서 ENE측 방향으로 180m이동, 그 직각인 SE방향으로 130m이동, 그 직각인 SW측 방향으로 125m지점 해안선과 접한 선내 구역(15,652m2)[1]

## 어항 시설
- 물양장 69m

## 기본 계획
- 물양장 100m

## 정비 계획
- 물양장 50m

## 주요 어종
- 문절망둥어, 숭어, 짱뚱어, 낙지, 게, 맛조개